# Baliemedewerker

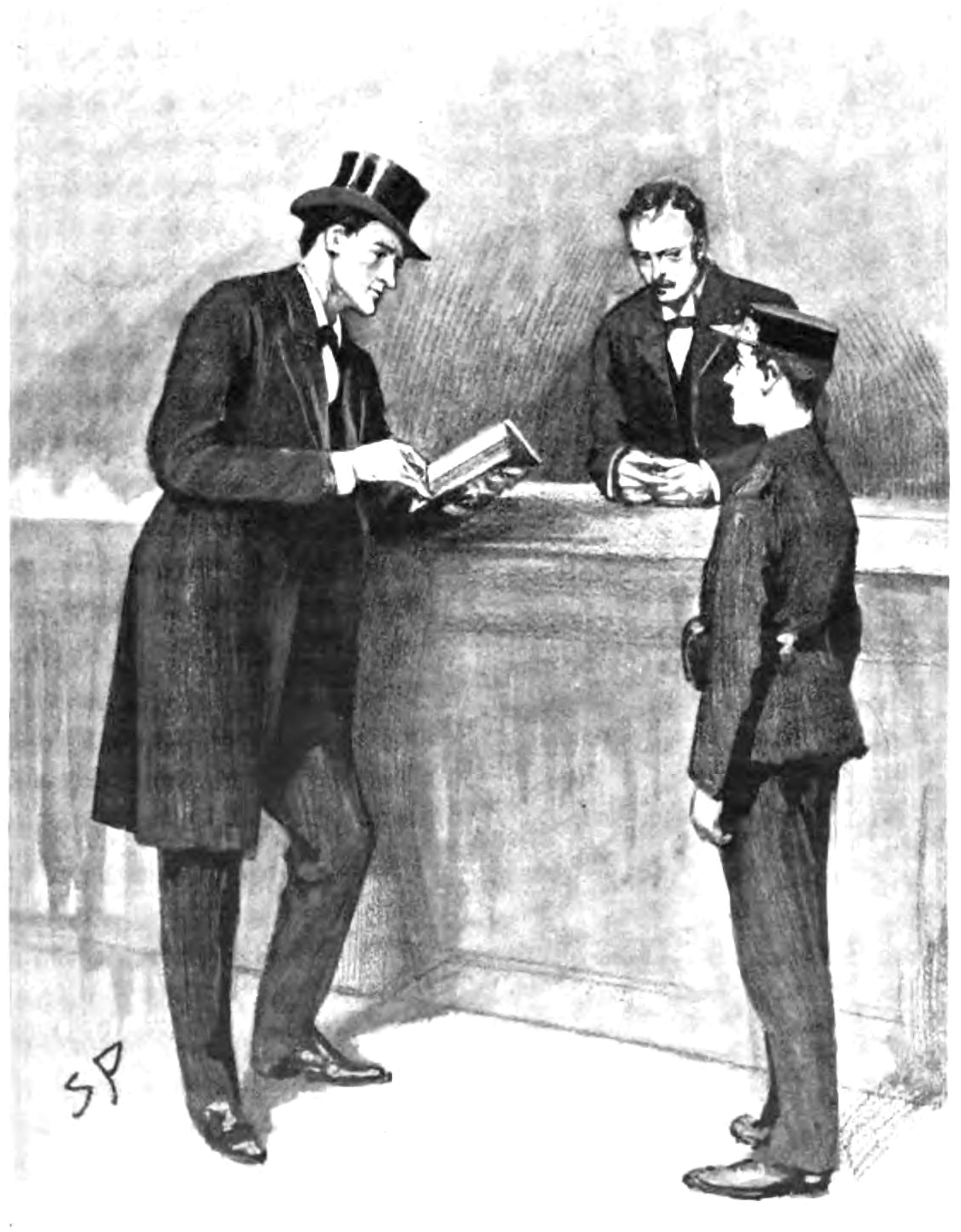
Hotelbalie in een tekening uit 1901

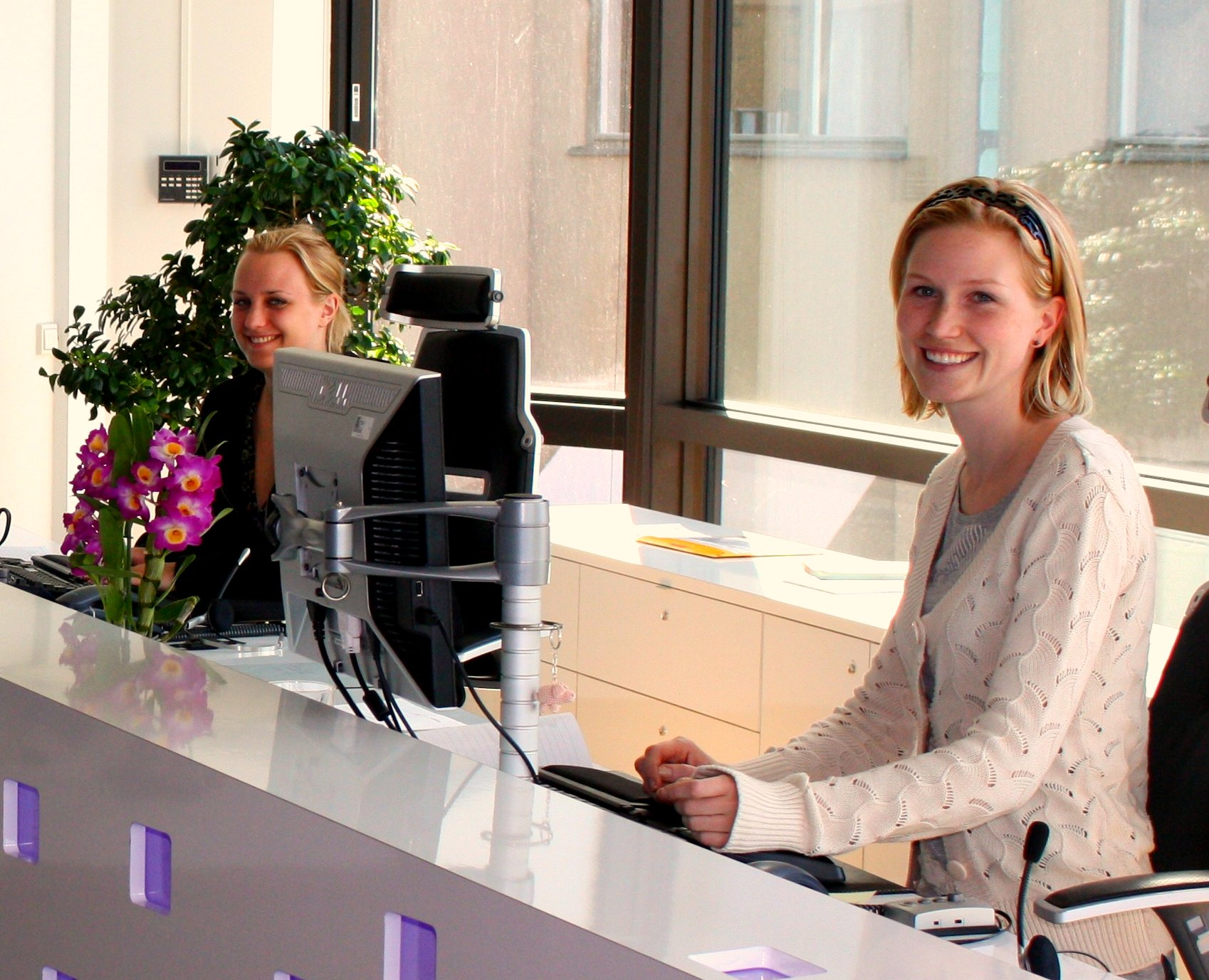

Een baliemedewerker, ook wel receptionist of receptioniste (in België ook wel onthaalmedewerkster) is iemand die bezoekers ontvangt aan de balie van een bedrijf, hotel, of instelling. Het is in de regel de eerste persoon die de bezoeker tegenkomt. Het is dus belangrijk dat de receptionist de bezoeker hoffelijk ontvangt en correct te woord staat. Het is als een visitekaartje van het bedrijf. Soms is de receptionist tegelijk ook telefonist, waarvoor dezelfde eisen gelden.
Het is belangrijk dat de receptionist het bedrijf of instelling en zijn medewerkers goed kent. 